# Tadeusz Kudelski (zapaśnik)
Tadeusz Kudelski (ur. 30 października 1953 w Warszawie, zm. 22 grudnia 1988) – polski zapaśnik walczący w stylu wolnym, mistrz Polski, medalista mistrzostw Europy.

## Kariera sportowa
Był zawodnikiem Gwardii Warszawa, gdzie jego trenerem był Jan Żurawski, dwukrotnie zdobywał brązowy medal mistrzostw Europy seniorów (1973 i 1974) w kategorii 48 kg, w 1972 był także brązowym medalistą mistrzostw Europy juniorów w tej samej kategorii wagowej.

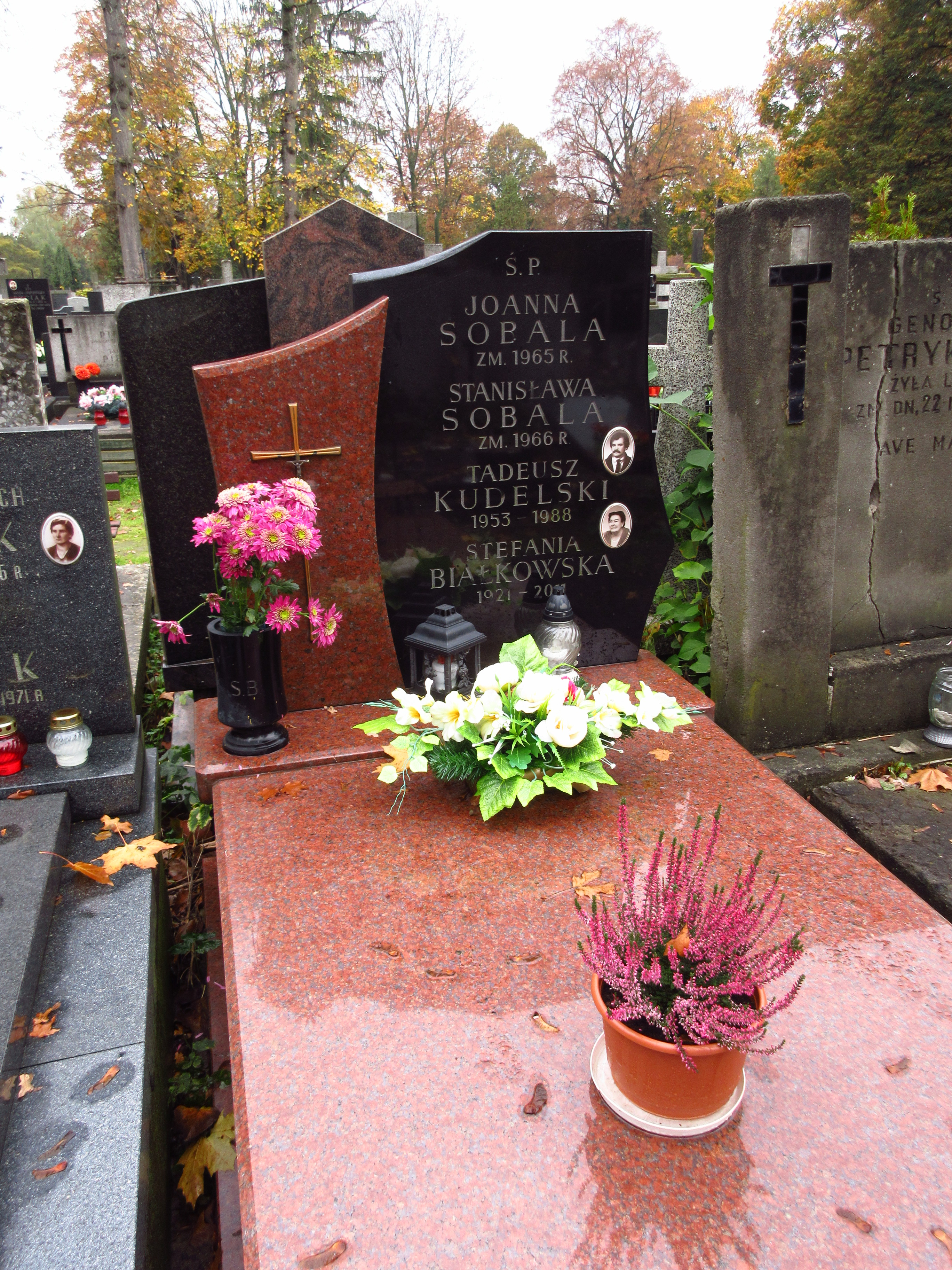
Grób Tadeusza Kudelskiego na Cmentarzu Bródnowskim.

Na mistrzostwach Polski wywalczył złote medale w 1971, 1972 (w obu startach w kategorii 48 kg) i 1979 (w kategorii 52 kg), srebrny medal w 1975, 1977, 1980 (wszystkie w kategorii 52 kg), brązowy medal w 1974, 1976, 1978 (wszystkie w kategorii 52 kg).
Brat zapaśników Andrzeja i Zygmunta. Z Andrzejem trzykrotnie walczył w finale mistrzostw Polski, raz wygrywając (1979), dwukrotnie przegrywając (1975, 1977).
Pochowany na cmentarzu Bródnowskim (kwatera 75B-5-24).